# 蘇聯派
蘇聯派是指在第二次世界大戰之後，朝鮮民主主義人民共和國執政黨朝鮮勞動黨內的一個派系，其成員大多是來自蘇聯的朝鮮半島人，領導人物為許嘉誼與朴昌玉。1950年代，該派系被金日成所肅清。

## 概要
19世紀初，俄羅斯帝國約有5000名俄羅斯高麗人。1917年，俄羅斯帝國滅亡，蘇俄成立，部份的高麗人也加入了蘇共或是蘇聯紅軍。二次大戰結束後，他們返回北韓，並加入朝鮮勞動黨及政府，這些人其後形成一個派系，是為蘇聯派。
1953年，當時北韓的最高領導人金日成認為蘇聯派對其構成威脅，於是宣稱許嘉誼叛國而撤销其副首相職務，後者隨後被金日成處決，一說自盡。1956年，朴昌玉又因不滿金日成的施政和路線而聯同延安派人在中央委員會會議中試圖挑戰他，但未能成功。隨後，金日成進行反擊，並以各種罪名將蘇聯派人肅清，蘇聯派因而沒落。
大多數回到蘇聯的中亞地區沒再回朝鮮。

## 主要人物
- 许嘉谊
- 朴昌玉
- 金承化
- 金烈
- 奇石福
- 朴義琓
- 朴永彬
- 金在旭
- 太成洙
- 李濂

南日和方學世因支持金日成而未被肅清。